# Mardīlū
Mardīlū (persiska: مَردلو, مردی لو, Mardlū) är en ort i Iran.   Den ligger i provinsen Östazarbaijan, i den nordvästra delen av landet, 500 km nordväst om huvudstaden Teheran. Mardīlū ligger 432 meter över havet och antalet invånare är 515.
Terrängen runt Mardīlū är huvudsakligen kuperad. Mardīlū ligger nere i en dal. Runt Mardīlū är det ganska tätbefolkat, med 58 invånare per kvadratkilometer. Närmaste större samhälle är Abīsh Aḩmad, 15,4 km väster om Mardīlū. Trakten runt Mardīlū består till största delen av jordbruksmark.